# Anii de călătorie

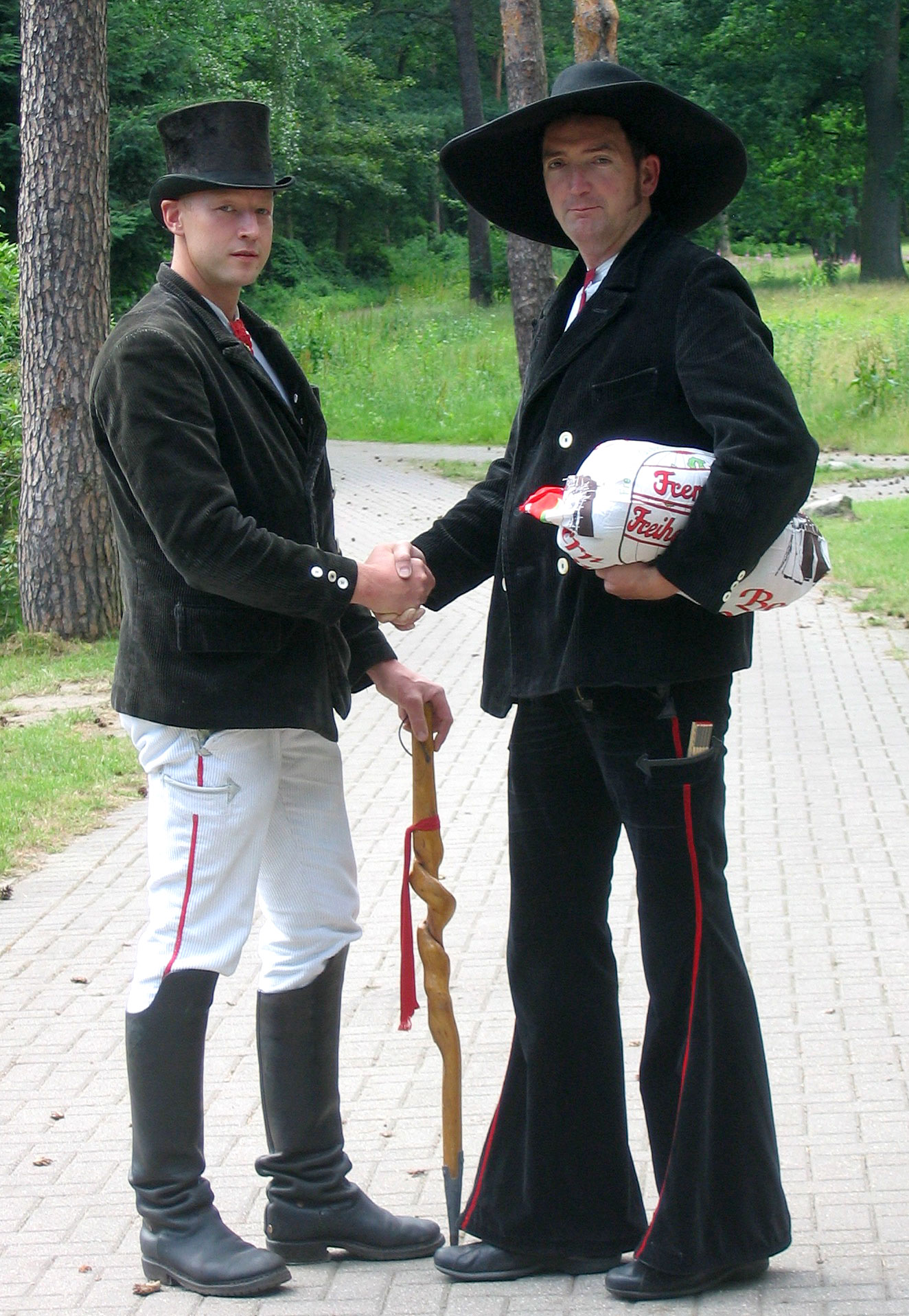
Calfe în uniforme tradiționale

Anii de călătorie (Wanderjahre) se referă la tradiția calfelor de a călători timp de mai mulți ani după terminarea uceniciei ca meșteșugari. Tradiția datează din perioada medievală și este urmată astăzi în țările vorbitoare de limba germană. În Insulele Britanice tradiția s-a pierdut și a rămas numai titlul de calfă ca o amintire a obiceiului tinerilor meseriași de a călători prin țară. În mod normal perioada minimă de călătorie a unei calfe este de trei ani și o zi. Meseriile pentru care se solicita efectuarea acestei călătorii erau confecționarea de acoperișuri, prelucrarea metalelor, dulgherie și tâmplărie, producerea de pălării și confecționarea de instrumente muzicale sau de orgi.

## Origini istorice
În perioada medievală ucenicul depindea de un meșter, de obicei, pentru un termen fix de șapte ani. El locuia în casa meșterului, primind o remunerație sub formă de produse alimentare, cazare și formare profesională. Un ucenic nu putea percepe o plată pentru ziua de lucru (cuvântul francez journée se referă la intervalul de timp de o zi); în Germania era un lucru normal ca ucenicul să plătească o taxă (în germană: Lehrgeld) pentru ucenicie. După anii de ucenicie (germană: Lehrjahre, literalmente „ani de învățare”) ucenicul era exonerat de obligațiile sale (în germană: Freisprechung, „eliberare”). Breslele, cu toate acestea, nu permiteau unui tânăr meseriaș fără experiență să fie promovat la rangul de meșter — el putea alege doar să fie angajat, dar mulți alegeau în schimb să călătorească pentru a munci.
În unele părți ale Europei, precum Germania  din Evul Mediu târziu, călătoria calfei (Geselle) dintr-un oraș în altul pentru a câștiga experiență, lucrând în diferite ateliere, reprezenta o parte importantă a formării unui meșter aspirant. Tâmplarii din Germania au păstrat tradiția calfelor de a călători chiar și astăzi, deși doar o mică minoritate încă o mai practică.
În Evul Mediu, numărul de ani petrecuți în călătorie diferea în funcție de meserie. Numai după trecerea unei jumătăți a anilor de călătorie a unei calfe (în germană: Wanderjahre, literalmente „ani de rătăcire”) meseriașul se putea înregistra într-o breaslă pentru a obține dreptul de a fi meșter aspirant. După încheierea anilor de călătorie, el trebuia să se stabilească într-un atelier al breslei și după alți câțiva ani (în germană: Mutjahre, la propriu „ani de curaj”) i se permitea să-și confecționeze capodopera lui (în germană: Meisterstück) și să o prezinte breslei. Cu acordul ei, el urma să fie promovat ca meșter al breslei și i se permitea să-și deschidă propriul atelier în oraș. 

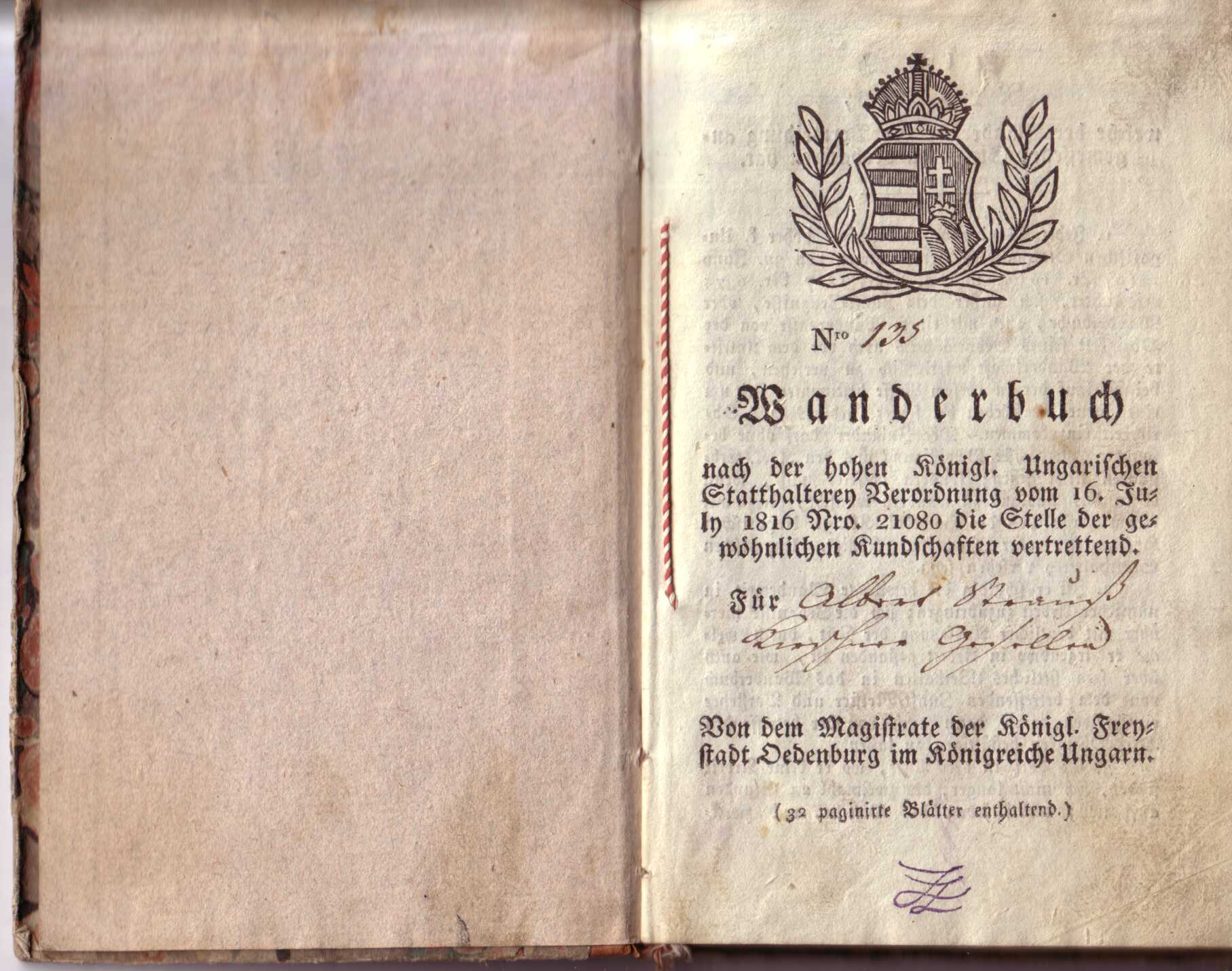
Condica de călătorie a unui cojocar german pe nume Albert Strauß în Regatul Ungariei al Monarhiei Habsburgice în anul 1816.
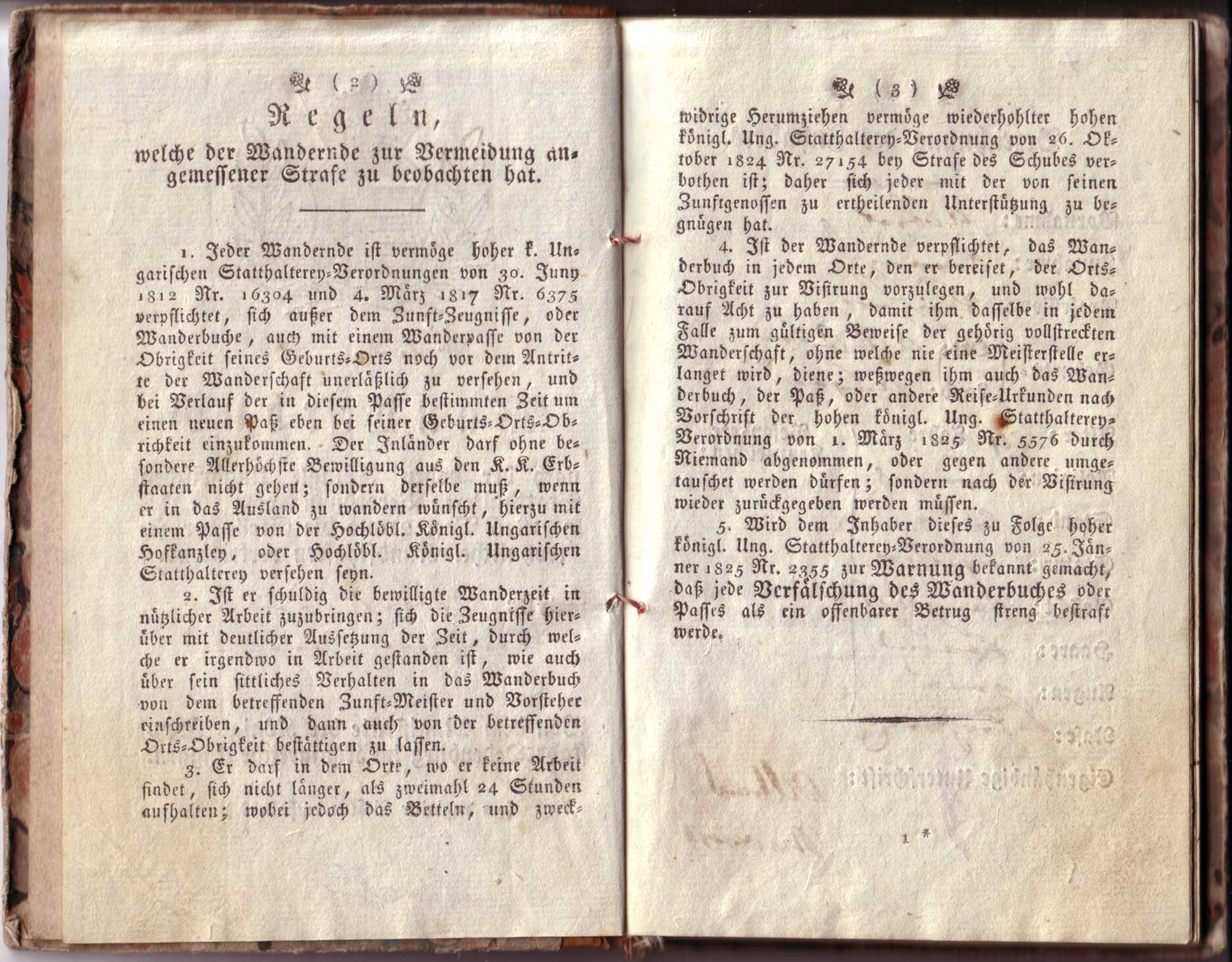
Condica de călătorie a lui Albert Strauß: Regeln, welche der Wandernde zur Vermeidung angemessener Strafe zu beobachten hat. (Regulile pe care calfele trebuie să le respecte pentru a evita pedeapsa potrivită).
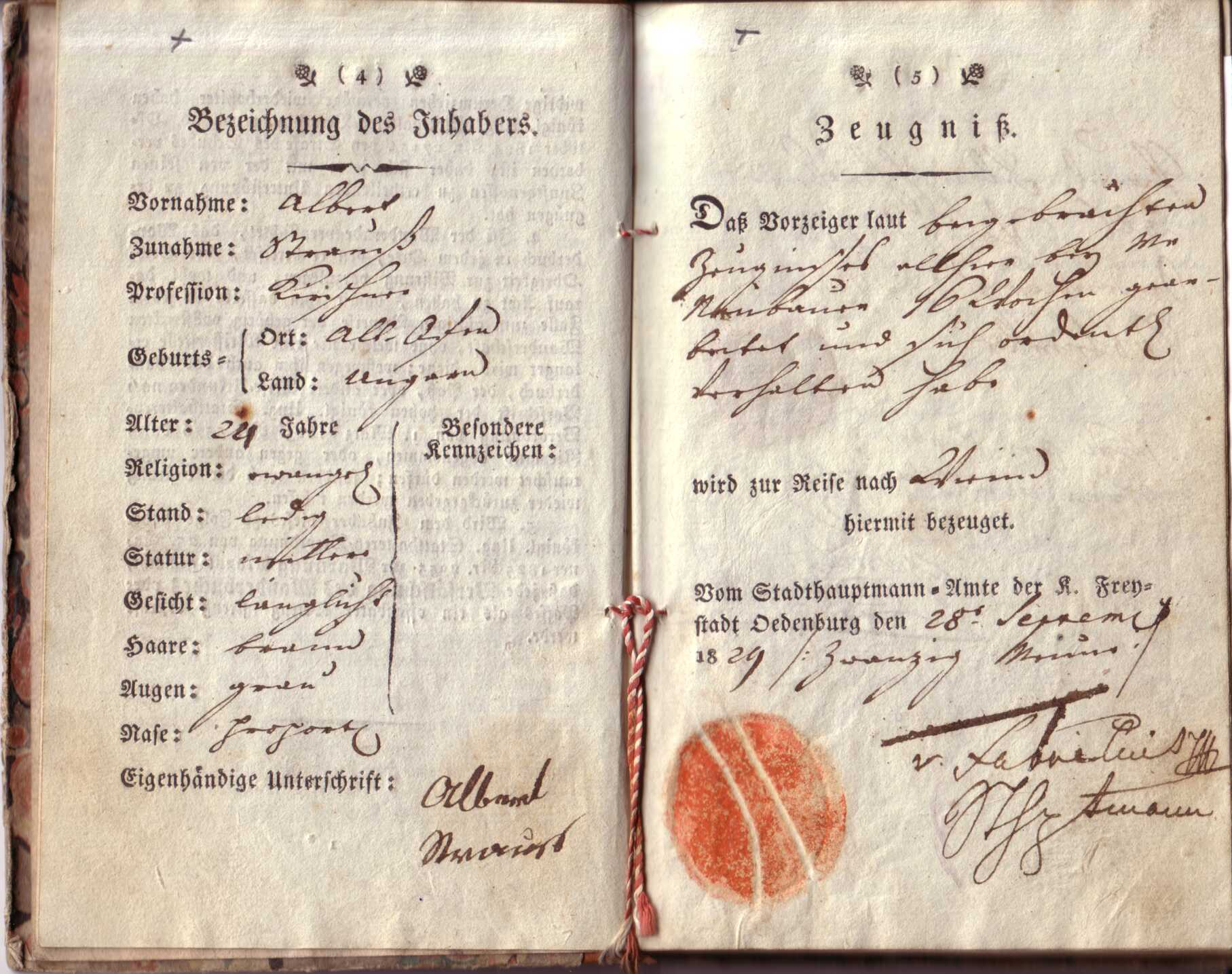
Condica de călătorie a lui Albert Strauß: Bezeichnung des Inhabers (Descrierea posesorului).

## Anii de călătorie în arte
- Cântecul australian „Waltzing Matilda” este bazat pe „Walz”-ul calfei călătoare".[5]
- Există multe cântece ale calfelor călătoare inspirate din „Walz”.
- Gustav Mahler a compus Cântecele unui ucenic rătăcitor
- Romanul Wilhelm Meisters Wanderjahre (Anii de ucenicie ai lui Wilhelm Meister) al lui Goethe
- În romanul Mara (1894) al lui Ioan Slavici măcelarul Națl Hubăr pleacă într-o călătorie de doi ani pentru a putea fi avansat de la calfă la meșter.

## Calfe celebre
Următoarele persoane sunt cunoscute că au încheiat o perioadă de călătorie pe post de calfă:
- August Bebel (tstrungar) – fondator al Partidului Social-Democrat din Germania
- Jakob Böhme (cizmar) – mistic și filosof creștin
- Albrecht Dürer (pictor) – pictor și gravor german, mai târziu artist celebru
- Fundația Friedrich Ebert (producător de șei) – primul președinte al Republicii de la Weimar
- Adam Opel (mecanic) – producător de mașini de cusut și de biciclete. În următoarea generație firma lui a devenit cunoscută pentru fabricarea de automobile.
- Wilhelm Pieck (tâmplar) – primul președinte al RDG

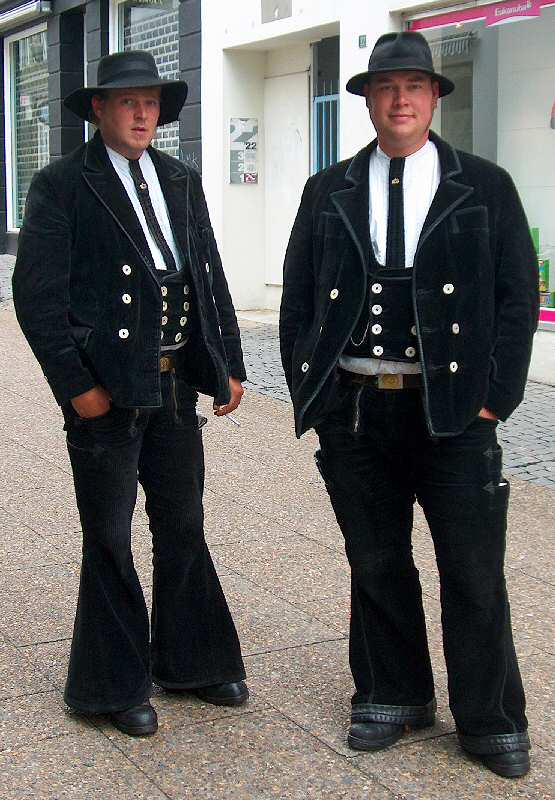
Calfe la Århus, Danemarca
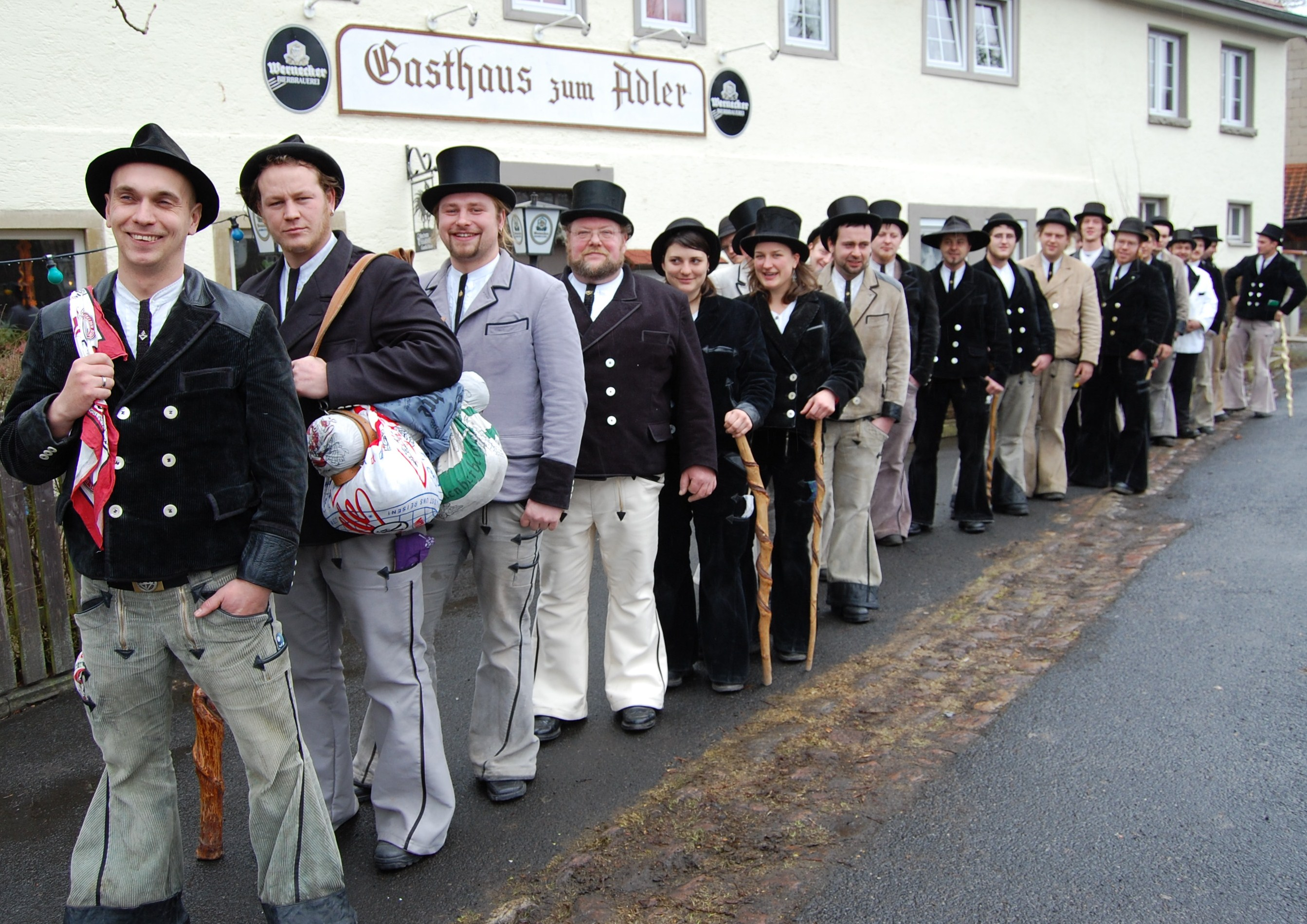
Calfe la Bad Kissingen (2010)
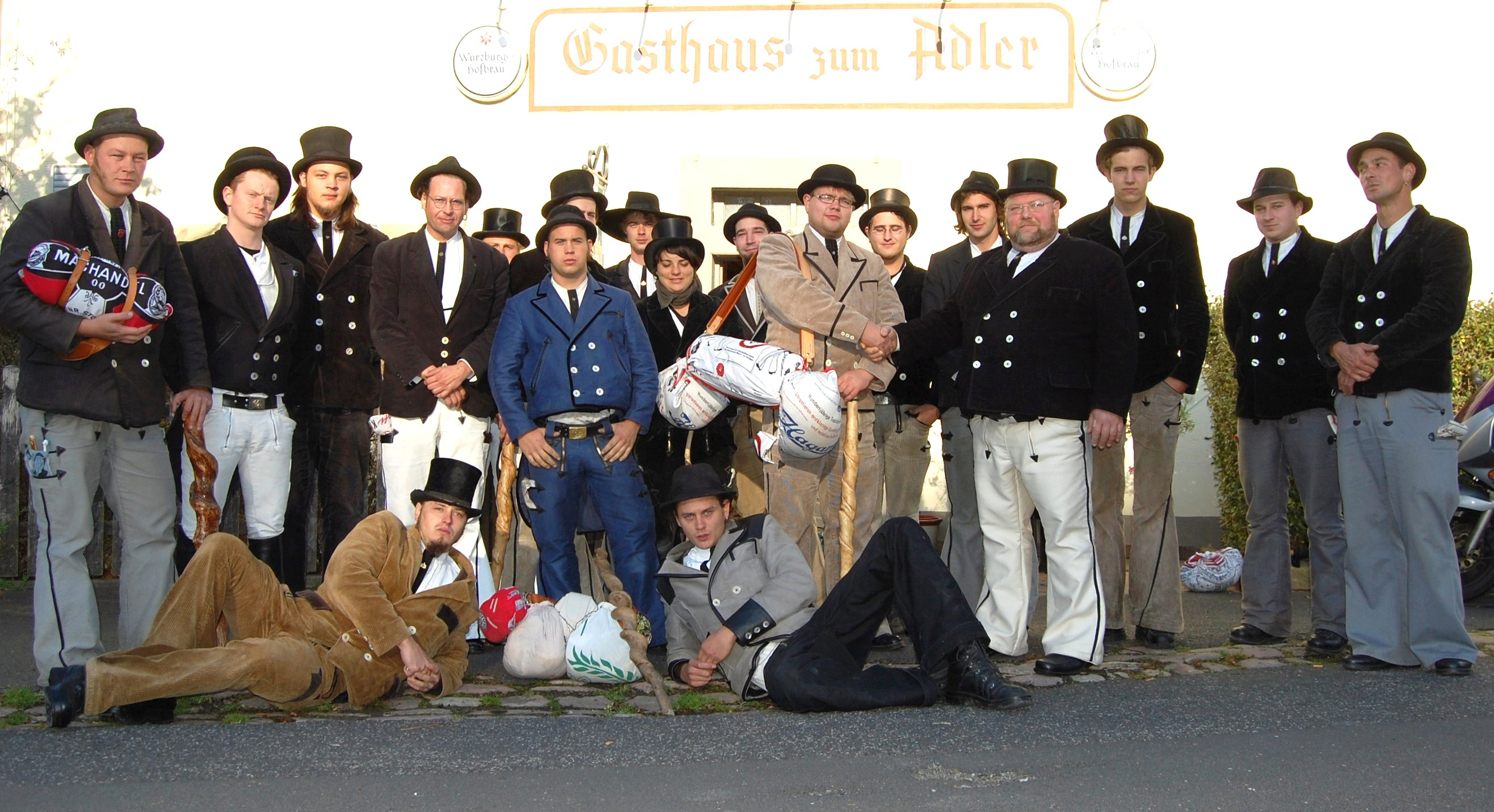
Calfe (2011)

## Legături externe
- Sabine Barnhartr Auf der Walz (articol)
- The Wander-Buch of Wilibald Koch